# Угода про репарації між Ізраїлем і Федеративною Республікою Німеччина
Угода про репарації між Ізраїлем та Федеративною Республікою Німеччина (нім. Luxemburger Abkommen, "Люксембурзька угода", або Wiedergutmachungsabkommen, "Угода про репарації"; іврит: הסכם השילומים, латиницею: Heskem HaShillumim, "Угода про репарації") була підписана 10 вересня 1952 року і набула чинності 10 лютого 1953 року. Згідно з Угодою, Західна Німеччина мала сплатити Ізраїлю витрати на "переселення такої великої кількості вирваних з корінням і знедолених єврейських біженців" після війни, а також компенсувати окремим євреям через Конференцію з матеріальних претензій євреїв до Німеччини втрати єврейських засобів до існування і майна, спричинені нацистськими переслідуваннями.

## Історія
У 1952 році перший прем'єр-міністр Ізраїлю Давид Бен-Ґуріон стверджував, що вимога репарацій ґрунтується на поверненні якомога більшої кількості єврейської власності, "щоб вбивці не стали її спадкоємцями". Іншим його аргументом було те, що репарації необхідні для фінансування абсорбції та реабілітації тих, хто пережив Голокост в Ізраїлі.
Як повідомляється на сайті Конференції з розгляду матеріальних претензій євреїв до Німеччини, "У відповідь на заклики єврейських організацій та Держави Ізраїль, у вересні 1951 року канцлер Західної Німеччини Конрад Аденауер звернувся до свого парламенту з промовою, в якій заявив: "...від імені німецького народу були скоєні невимовні злочини, що вимагають морального і матеріального відшкодування... Федеральний уряд готовий спільно з представниками єврейства і Держави Ізраїль ... домогтися вирішення проблеми матеріального відшкодування, полегшивши тим самим шлях до духовного врегулювання нескінченних страждань".
Через місяць після промови Аденауера співголова Єврейського агентства та президент Всесвітнього єврейського конгресу Нахум Ґольдманн скликав у Нью-Йорку зустріч 23 найбільших єврейських національних та міжнародних організацій. Учасники зустрічі чітко визначили, що ці переговори мають бути обмежені обговоренням матеріальних претензій, і тому організація, яка виникла в результаті зустрічі, отримала назву Конференція з питань єврейських матеріальних претензій до Німеччини — Клеймс Конференс. Рада директорів нової конференції складалася з груп, які брали участь у її створенні, причому кожна організація-член призначила двох членів до ради.
"Конференція з питань претензій мала завдання провести переговори з німецьким урядом щодо програми відшкодування матеріальних збитків, завданих Німеччиною єврейським особам і єврейському народові під час Голокосту".
Відносини Ізраїлю з Німеччиною, і без того надзвичайно делікатні через Голокост, ще більше ускладнилися через політику холодної війни та поділ Німеччини на взаємно ворожі Східну та Західну держави; перша була комуністичним сателітом Радянського Союзу, а друга - ліберальною демократією, орієнтованою на Захід. Через низку чинників швидко стало очевидним, що Західна Німеччина буде державою, яка найбільш готова і здатна задовольнити претензії Ізраїлю, пов'язані з Голокостом. Ще більше ускладнювало ситуацію те, що Ізраїль також повинен був враховувати стратегічні інтереси Сполучених Штатів, які після розпаду воєнного союзу з Радянським Союзом вважали, що створення процвітаючої західнонімецької економіки є необхідною умовою для створення надійного і продуктивного союзу з післявоєнним демократичним урядом, що сидів у Бонні.
Ізраїль мав намір прийняти те, що залишилося від європейського єврейства. Ізраїль також відновлювався після Арабо-ізраїльської війни 1948 року і стикався з глибокою економічною кризою, що призвело до політики жорсткої економії. Безробіття було дуже високим, особливо в таборах маабарот, а резерви іноземної валюти були мізерними. Давид Бен-Ґуріон і його партія "Мапай" застосували практичний підхід і стверджували, що прийняття угоди було єдиним способом підтримати економіку країни. "Є два підходи, — сказав він центральному комітету "Мапай". "Один — це підхід єврея з гетто, а інший — підхід незалежного народу. Я не хочу бігти за німцем і плювати йому в обличчя. Я не хочу нікого переслідувати. Я хочу сидіти тут і будувати тут. Я не збираюся їхати в Америку, щоб взяти участь у пікеті проти Аденауера".

## Переговори

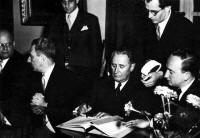
Наум Гольдман підписує угоду, 1952 рік

Відбулися переговори між Міністром закордонних справ Ізраїлю Моше Шаретом і канцлером Західної Німеччини Конрадом Аденауером.
У 1951 році ізраїльська влада висунула претензії чотирьом державам, що окупували післявоєнну Німеччину, щодо компенсації та відшкодування збитків на підставі того, що Ізраїль абсорбував і переселив 500 000 осіб, які пережили Голокост. Вони підрахували, що оскільки абсорбція коштувала 3 000 доларів на людину (еквівалент 33 800 доларів у 2022 році), то Німеччина заборгувала їм 1,5 мільярда доларів (еквівалент 16,9 мільярда доларів у 2022 році). Вони також підрахували, що нацисти розграбували єврейську власність на шість мільярдів доларів, але підкреслили, що німці ніколи не зможуть компенсувати скоєне жодною матеріальною винагородою. Переговори, що призвели до підписання Угоди про репарації між Ізраїлем і Західною Німеччиною, почалися в березні 1952 року і проводилися між представниками уряду Федеративної Республіки, уряду Держави Ізраїль і представниками Всесвітнього єврейського конгресу на чолі з Гольдманом. Ці дискусії призвели до запеклих суперечок в Ізраїлі, оскільки коаліційний уряд на чолі з Давидом Бен-Ґуріоном стверджував, що репарації необхідні для відновлення того, що було вкрадено у жертв Голокосту.
Угода була підписана Аденауером і Моше Шаретом 10 вересня 1952 року в мерії Люксембургу. Німецький парламент (Бундестаг) ухвалив угоду 18 березня 1953 року переважною більшістю голосів - 239 "за" і 35 "проти", хоча лише 106 з 214 депутатів правлячої партії ХДС/ХСС підтримали пропозицію, яка спиралася на одностайну підтримку опозиційних соціал-демократів, щоб пройти через парламент. Ліга арабських держав виступила категорично проти і погрожувала бойкотувати Федеративну Республіку Німеччина після ухвалення угоди про реституцію, але від цього плану відмовилися через економічні міркування, а саме, що Ліга арабських держав постраждає від втрати торгівлі із Західною Німеччиною набагато більше, ніж Західна Німеччина від втрати торгівлі з Лігою арабських держав.

## Опозиція
Публічні дебати були одними з найзапекліших в історії Ізраїлю. Проти угоди виступали як праві (Герут і загальні сіоністи), так і ліві (Мапам) представники політичного спектру; обидві сторони стверджували, що прийняття репараційних виплат еквівалентне прощенню нацистів за їхні злочини.
5 листопада 1951 року Яків Хазан з Мапама заявив у Кнесеті: "Нацизм знову піднімає свою потворну голову в Німеччині, і наші так звані західні "друзі" підживлюють цей нацизм; вони воскрешають нацистську Німеччину... Наша армія, Армія оборони Ізраїлю, буде в одному таборі з нацистською армією, і нацисти почнуть проникати сюди не як наші найстрашніші вороги, а як наші союзники..."
На засіданні Комітету закордонних справ і оборони у вересні 1952 року Іцхак Бен-Аарон, тодішній член партії "Мапам", заявив: "Я не припускаю, що є люди, які вірять, що Німеччина виплатить загалом три мільярди марок протягом 12 років, і що це не порожня обіцянка ... Ізраїльський уряд не отримає нічого, крім папірця з посиланням на три мільярди марок. І все це робиться лише для того, щоб ввести в оману громадськість і заявити, що уряд досяг свого...".

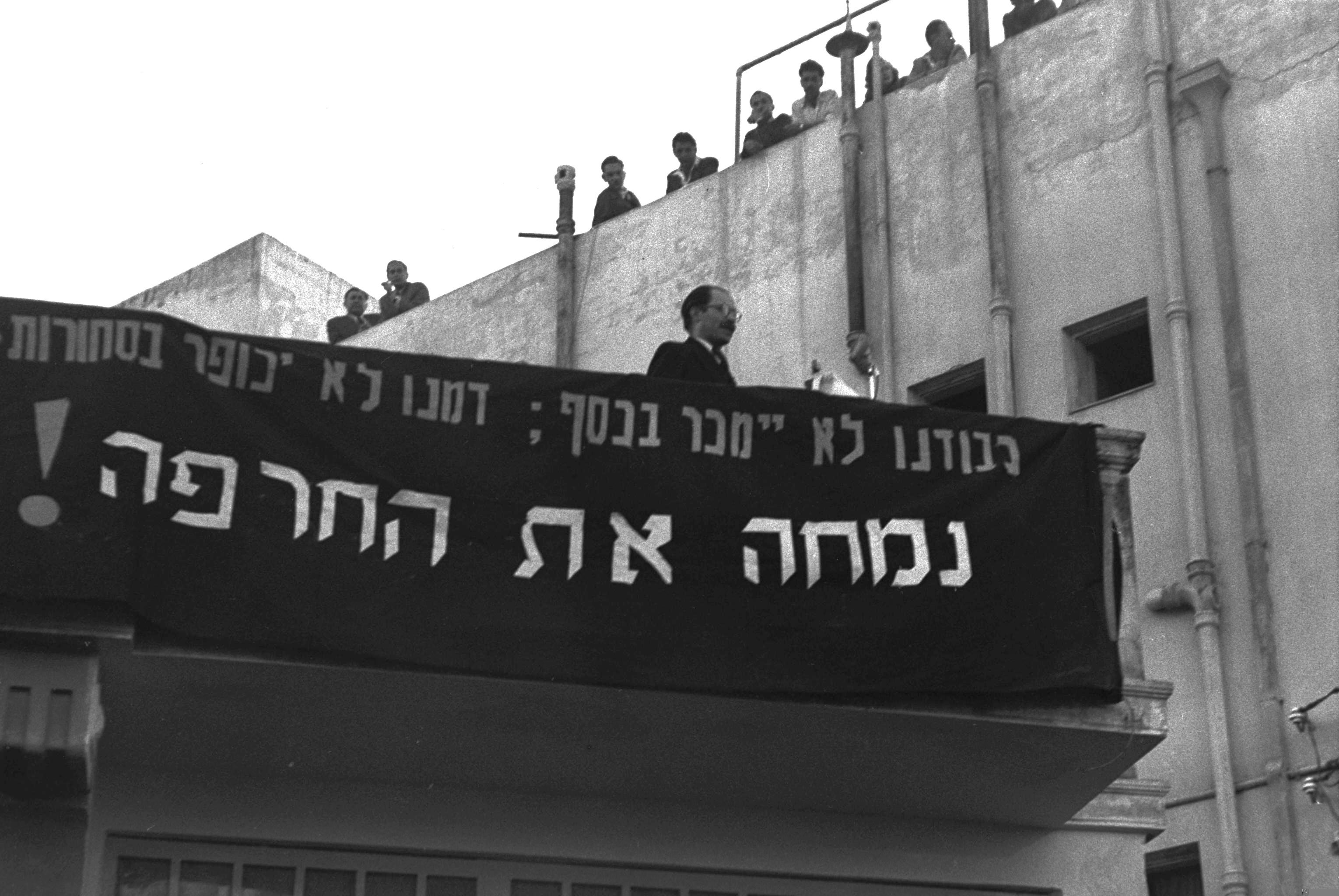
Менахем починає протестувати проти Угоди в березні 1952 року. На табличці написано: "Наша честь не продана за гроші; Наша кров не спокутується товаром. Ми зітремо ганьбу!".

Напередодні дебатів у Кнесеті 7 січня 1952 року всі прилеглі дороги були перекриті. Навколо будівлі були встановлені блокпости і дротяні огорожі, а ЦАГАЛ був готовий до придушення повстання. Мітинг, організований противниками угоди, зібрав 15 000 осіб, а заворушення, що почалися, стали найбільш значною спробою в історії Ізраїлю скасувати демократично прийняте рішення Кнесету. Зрештою, рішення було прийнято з перевагою 61:50, але не раніше, ніж заворушення, що наростали, вперше в історії Кнесету перервали пленарні дебати.
Після палкої промови Менахем Беґін повів протестувальників до Кнесету. Беґін згадав справу Альталени 1948 року, коли ЦАГАЛ за наказом Бен-Ґуріона обстріляв корабель, що перевозив зброю для Ірґуна, заявивши: "Коли ви стріляли в мене з гармат, я віддав наказ: "Не стріляти у відповідь": "Не стріляти у відповідь! Сьогодні я віддам наказ: "Стріляйте!"". Демонстрація переросла у насильство, коли протестувальники почали кидати каміння у вікна будівлі, а поліція застосувала силу, щоб розігнати їх. Після п'яти годин заворушень поліція взяла ситуацію під контроль, застосувавши шланги та сльозогінний газ. Сотні людей були заарештовані; близько 200 протестувальників і 140 міліціонерів отримали поранення.
Це рішення не припинило протестів. У жовтні 1952 року Дов Шиланський був заарештований біля будівлі Міністерства закордонних справ з пачкою динаміту. На суді його звинуватили в тому, що він був членом підпільної організації, яка виступала проти репараційної угоди, і засудили до 21 місяця ув'язнення. На адресу Аденауера та інших мішеней було надіслано кілька бомб з посилками, одна з яких вбила поліцейського, який її отримував.

## Реалізація

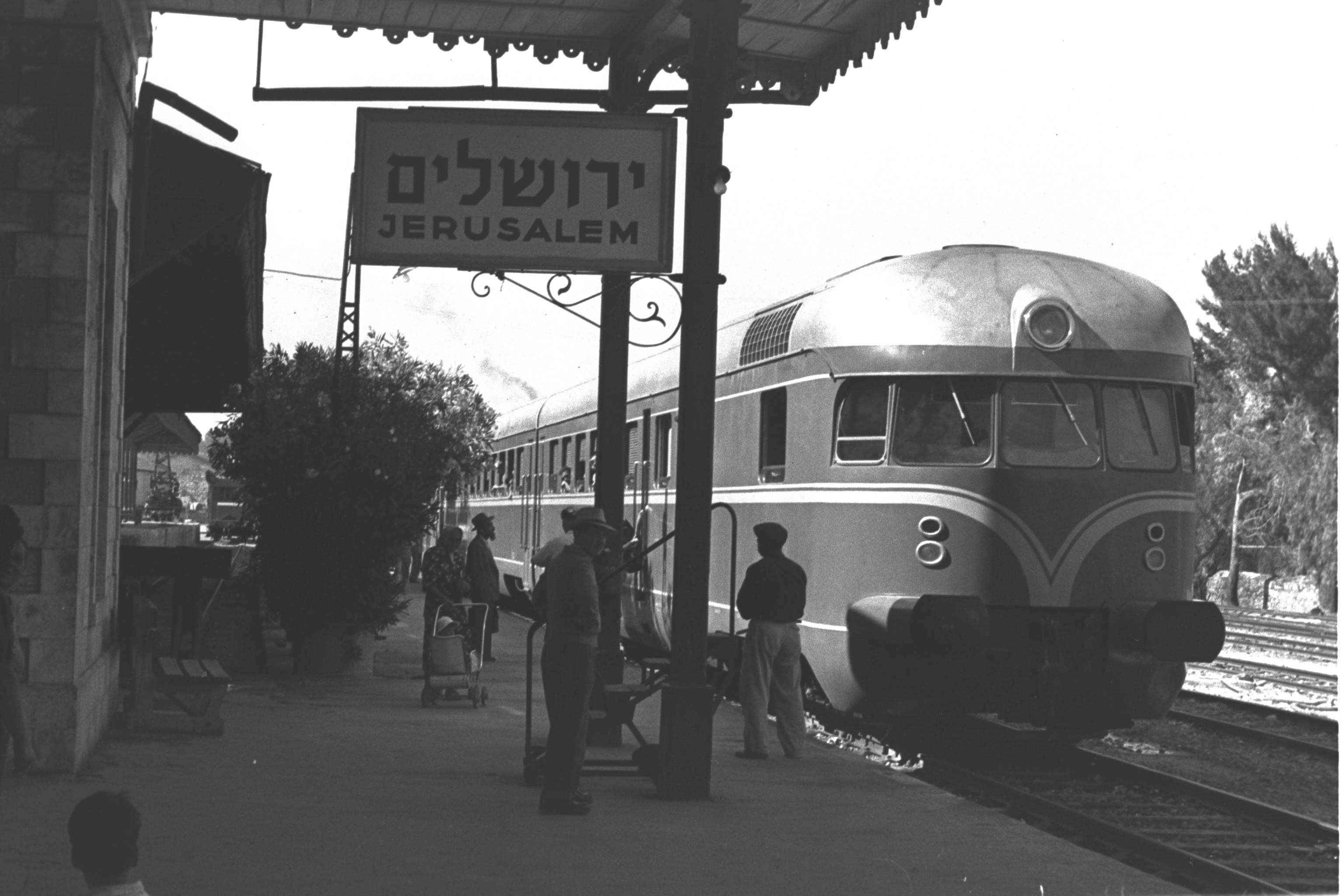
Потяг, виготовлений компанією Maschinenfabrik Esslingen на старому Єрусалимському залізничному вокзалі, незабаром після доставки в рамках угоди про репарації з Німеччиною, 1956 рік

Незважаючи на протести, угода була підписана у вересні 1952 року, і Західна Німеччина виплатила Ізраїлю 3 мільярди марок (близько 714 мільйонів доларів США за курсом 1953-1955 років) протягом наступних чотирнадцяти років; 450 мільйонів марок було виплачено Всесвітньому єврейському конгресу. Виплати були здійснені Державі Ізраїль як спадкоємцю тих жертв, які не мали родичів, що залишилися в живих. Гроші були інвестовані в інфраструктуру країни і відіграли важливу роль у становленні економіки нової держави. Ізраїль у той час переживав глибоку економічну кризу і сильно залежав від пожертвувань іноземних євреїв, а репарації, разом з цими пожертвами, допомогли б перетворити Ізраїль на економічно життєздатну країну.
Репарації виплачувалися безпосередньо в штаб-квартиру ізраїльської закупівельної делегації в Кельні, яка отримувала гроші від німецького уряду щорічними платежами. Делегація закуповувала товари і відправляла їх до Ізраїлю, отримуючи замовлення від компанії з Тель-Авіва, яка була створена для того, щоб вирішувати, що купувати і для кого. Значна частина репараційних коштів пішла на закупівлю обладнання та сировини для компаній, що належали уряду, Єврейському агентству та профспілці Гістадрут. Зокрема, значна частина цих грошей пішла на закупівлю обладнання для близько 1300 промислових підприємств; дві третини цих грошей було надано 36 заводам, більшість з яких належала Гістадруту. У той же час сотні інших заводів, переважно приватних, отримали мінімальну допомогу з репараційних грошей. З 1953 по 1963 рік за рахунок репарацій було профінансовано близько третини інвестицій в електричну систему Ізраїлю, що дозволило потроїти її потужність, і майже половину всіх інвестицій в ізраїльську залізницю, яка отримала рухомий склад, колії та сигнальне обладнання німецького виробництва за рахунок репарацій. Репарації також були використані для закупівлі німецької техніки для розвитку водопостачання, буріння нафтових свердловин, гірничодобувного обладнання для видобутку міді з шахт у долині Тімна, а також важкої техніки для сільського господарства і будівництва - комбайнів, тракторів і вантажівок. Близько 30% репарацій пішло на закупівлю палива, а 17% - на придбання кораблів для ізраїльського торгового флоту; було придбано близько п'ятдесяти кораблів, у тому числі два пасажирські лайнери, і до 1961 року ці судна становили дві третини ізраїльського торгового флоту. Кошти від репарацій також були використані на розвиток порту; порт Хайфи зміг отримати нові крани, в тому числі плавучий кран, який був названий "Бар Кохба". Банк Ізраїлю зарахував репарації до близько 15% зростання ВНП Ізраїлю і створення 45 000 робочих місць протягом 12-річного періоду їх дії, хоча у звіті Банку Ізраїлю також зазначається, що отримані кошти не були вирішальними, оскільки Ізраїль у будь-якому випадку отримав би ці кошти з інших джерел.

У "Яд Вашем" зазначили, що "у 1990-х роках євреї почали висувати претензії на майно, вкрадене у Східній Європі. Різні групи також почали розслідувати, що сталося з грошима, покладеними в швейцарські банки євреями за межами Швейцарії, які пізніше були вбиті під час Голокосту, і що сталося з коштами, покладеними різними нацистами в швейцарські банки. Крім того, окремі компанії (багато з яких базуються в Німеччині) почали зазнавати тиску з боку груп тих, хто вижив, з вимогою виплатити компенсації колишнім примусовим робітникам. Серед них Deutsche Bank AG, Siemens AG, Bayerische Motoren Werke AG (BMW), Volkswagen AG і Adam Opel AG. У відповідь на це на початку 1999 року уряд Німеччини оголосив про створення фонду, кошти якого будуть спрямовані на допомогу нужденним жертвам Голокосту, що пережили Голокост. Подібний фонд заснували швейцарці, а також угорський фонд для виплати компенсацій жертвам Голокосту та їхнім спадкоємцям. Наприкінці 1990-х років про компенсації заговорили страхові компанії, які до війни страхували євреїв, вбитих нацистами. До таких компаній належать Allianz, AXA, Assicurazioni Generali, Zürich Financial Services Group, Winterthur і Baloise Insurance Group. За допомогою інформації про жертв Голокосту, наданої Яд Вашем, міжнародна комісія під керівництвом колишнього держсекретаря США Лоуренса Іґлбурґера намагається встановити імена тих, хто був застрахований і був убитий під час Голокосту. Для організації цих зусиль була створена Всесвітня єврейська організація реституції. Від імені громадян США Комісія США з врегулювання іноземних претензій у 1998 і 1999 роках досягла домовленостей з урядом Німеччини про виплату компенсацій жертвам Голокосту, які іммігрували до США після війни".

## Повторно відкриті претензії
У 2007 році ізраїльський депутат Рафі Ейтан виступив з пропозиціями, які були сприйняті як вимога відновити дію угоди, хоча він наполягав на тому, що має намір лише "створити німецько-ізраїльську робочу групу, яка вивчить, яким чином Німеччина може допомогти тим, хто пережив трагедію, що перебуває у скрутному фінансовому становищі". Спочатку міністр фінансів Німеччини Пеер Штайнбрюк відкинув будь-яку можливість розширення угоди, але згодом речник німецького уряду Томас Штег заявив, що Німеччина готова обговорити можливість додаткових пенсійних виплат жертвам Голокосту, якщо ізраїльський уряд звернеться з офіційним запитом.
У 2009 році міністр фінансів Ізраїлю Юваль Штайніц оголосив, що від імені близько 30 000 ізраїльтян, які пережили примусову працю, він вимагатиме від Німеччини відшкодування збитків на суму від 450 мільйонів до 1 мільярда євро.
У 2010 році, за даними міністерства фінансів Німеччини, нацистська Німеччина пограбувала у євреїв 120 мільярдів рейхсмарок (приблизно 20 мільярдів доларів США у 2010 році  ). 

## Дивись також
- Клеймс Конференс
- Міжнародна комісія зі страхових відшкодувань від Голокосту
- Фонд «Пам'ять, відповідальність і майбутнє»[de]
- Wiedergutmachung[en] (нім. «компенсація» , «реституція»)
- Безпідставне збагачення (Реституція)
- Відшкодування збитків (правознавство)[en]
- Репарації (перехідне правосуддя)[en] (Репарації)
- Стаття 231 Версальського договору[en]

### Цитування
1. ↑  World Jewish Congress.
2. ↑  Hitler's Nazi party financed WW II with stolen Jewish money. The Economic Times.

### Загальні довідники
- Тові, Джейкоб. 2023 рік. Ізраїль і питання про репарації з Німеччини. Підрахунки після Голокосту (1949-1953). Берлін: De-Gruyter.
- Бекер, Аві. 1970 рік. Розкриття національних міфів: європейці кидають виклик своїй історії. Єрусалим: Інститут Всесвітнього єврейського конгресу.
- Бауер, Том. 1997 рік. Нацистське золото: повна історія п’ятдесятилітньої швейцарсько-нацистської змови з метою викрадення мільярдів у європейських євреїв і тих, хто пережив Голокост, . Нью-Йорк: Harper Collins.
- Карпозі, Джордж. 1999 рік. Нацистське золото: реальна історія про те, як світ грабував єврейські скарби. Далекі пагорби: Новий горизонт.
- Фінкельштейн, Норман Г. 2000. Індустрія Голокосту - Роздуми про експлуатацію страждань євреїв. Лондон/Нью-Йорк: Verso.
- Колономос Аріель і Андреа Армстронг «Німецькі репарації євреям після Другої світової війни, поворотний пункт в історії репарацій». У Pablo de Greiff ed. The Handbook of Reparations, Oxford, Oxford University Press, 2006
- Геллер, Джей Ховард. 2005 рік. Євреї в Німеччині після Голокосту. Кембридж/Нью-Йорк: Cambridge University Press.
- Гольдман, Наум. 1970 рік. Staatsmann ohne Staat (Державець без держави, автобіографія). Кельн: Kiepenheuer-Witsch.
- Гольдман, Наум. 1969 рік. Автобіографія Наума Гольдмана; Шістдесят років єврейського життя. Нью-Йорк: Холт, Райнхарт і Вінстон.
- Гольдман, Наум. 1978 рік. Єврейський парадокс. Grosset & Dunlap.
- Гольдман, Наум. 1982 рік. Mein Leben als deutscher Jude [Моє життя німецького єврея]. Мюнхен: Ланген-Мюллер.
- Левін, Ітамар. 1997 рік. Доля вкраденого майна євреїв: випадки Австрії та Нідерландів. Єрусалим: Інститут Всесвітнього єврейського конгресу.
- Сагі, Нана. 1986 рік. Німецькі репарації: історія переговорів. Пелгрейв Макміллан.
- Сейєр, Ян і Дуглас Боттінг. 1984 рік. Нацистське золото: історія найбільшого пограбування світу та його наслідків. Лондон.
- Шафір, Шломо. 1999 рік. Неоднозначні відносини: американська єврейська громада та Німеччина з 1945 року. Детройт: Wayne State University Press.
- Вінсент, Ізабель. 1997 рік. Тихі партнери Гітлера: швейцарські банки, нацистське золото та прагнення до справедливості. Нью-Йорк: Морроу.
- Зіглер, Жан. 1997 рік. Швейцарці, золото і мертві: як швейцарські банкіри допомагали фінансувати нацистську військову машину. Нью-Йорк: Harcourt Brace.
- Цвейг, Рональд В. 1987. Німецькі репарації та єврейський світ : Історія претензійної конференції. Боулдер: Westview Press.

## Зовнішні посилання
- Німецькі репарації Голокосту
- Веб-сайт Claims Conference
- Сайт Яд Вашем
- Репараційна угода 1952 року та відповідь в Ізраїлі